# ЗИЛ-111
ЗИЛ-111 — советский легковой автомобиль высшего и представительского класса с кузовами длиннобазный «седан», «лимузин» и «фаэтон», малыми сериями выпускавшийся на Заводе имени Лихачёва в Москве с 1958 по 1967 год. Сменил модель поколения ЗиС-110, до 1961 года выпускался параллельно с ней. «111» — первая модель, которая изначально являлась мелкосерийной и узкоспециализированной, а также производилась под обозначением ЗиЛ, вместо ЗиС. С 1962 года выпускалась рестайлинговая модель под индексом «111Г» с сильно видоизменёнными передней и задней частями кузова. Всего было выпущено 112 экземпляров всех модификаций. В 1967 году на смену данной модели пришёл ЗиЛ-114.

## Разработка

### Начальный период, ходовые прототипы, постановка в производство
Уже к рубежу сороковых и пятидесятых годов «главный» автомобиль Советского государства — ЗИС-110 — существенно устарел как внешне, так и технически. Стало ясно, что в ближайшее время он не сможет полноценно выполнять представительские функции, не соответствуя имиджу СССР как мировой сверхдержавы.
В 1948 году был построен автомобиль ЗИС-110М с шасси № 5, представлявший собой шасси серийного ЗИС-110, на которое был установлен кузов, выполненный в том же стиле, что и серийная модель, но более современных форм — с понтонной боковиной, стилистически похожий на увеличенную «Победу» или «Packard» модели 1948 года. Это был просто опытный образец. На заводе его неофициально иногда называли ЗИС-111, но официально он под этим наименованием нигде не значился.
В начале-середине 1950-х годов по проекту дизайнера ЗИСа (с 1956 года — ЗИЛ) Валентина Росткова был построен следующий образец, уже на новом шасси, разработанным группой конструкторов ЗИЛа во главе с А. Н. Островцевым (который также был и главным конструктором ЗИС-110), и обозначавшийся как ЗИС-111 «Москва» (по другой информации, первые экземпляры сохраняли шасси модели ЗИС−110).
Он имел более современный кузов, стилистически представлявший собой компиляцию различных элементов американских автомобилей среднего и высшего класса первой половины 1950-х годов — главным образом марок Cadillac, Packard и Buick. Автомобиль имел обобщённые формы и выглядел достаточно невыразительно, без «изюминки». Было построено, по различным данным, 2 или 3 экземпляра, готовилось серийное производство. В 1956 году автомобиль выставлялся на ВДНХ (тогда - Всесоюзная сельскохозяйственная выставка — ВСХВ), не вызвав особого интереса у публики. Тем более, к этому времени он уже отставал от новых американских моделей, которые к 1955 модельному году резко сменили внешнее оформление.
Понимая это, руководство завода поставило работу над автомобилем на конкурсную основу. Предложений поступило множество, наиболее примечательны были два из них — почти готовая к серийному выпуску «Москва» Росткова и проект стороннего дизайнера — Льва Еремеева с ГАЗа, ранее работавшего над автомобилем ГАЗ-12 (ЗИМ-12), а параллельно — над «Волгой» ГАЗ-21 и проектом ЗИМ-13, который позднее стал ГАЗ-13 «Чайка». Проект Еремеева был признан более перспективным, и в 1956 году был готов натурный макет из пластилина. Конкурент Л. Еремеева В. Ростков к этому времени покинул завод, не сумев смириться со своим поражением.

## Конструктивные особенности
Конструкция ЗИЛ-111 имела практически все обычные атрибуты американских автомобилей среднего-высшего класса середины 1950-х годов: большие панорамные стёкла, рамное шасси с независимой пружинной подвеской передних колёс и рессорной зависимой задних, V-образный восьмицилиндровый двигатель ЗИЛ-111 (его дефорсированная версия устанавливалась на автомобили ЗИЛ-130, 131) большого рабочего объёма — почти 6 литров, автоматическую коробку передач с гидротрансформатором (за образец при проектировании была взята АКПП PowerFlite фирмы Imperial), гидроусилитель руля, многоконтурную систему барабанных тормозов с усилителями каскадной схемы, автоматический (электрический) привод стеклоподъёмников, и так далее.
В 1959 году в серию пошла модификация ЗИЛ-111А, оборудованная советской установкой кондиционирования воздуха. Внешне от базового ЗИЛ-111 он отличался задним стеклом значительно меньшего размера.
В 1960 году мелкими сериями началось изготовление фаэтона ЗИЛ-111В. Большой семиместный автомобиль имел тент с автоматическим гидравлическим приводом и четыре боковых подъёмных окна в хромированных рамах, полностью убирающихся в двери. Тент, как и у фаэтона ЗИС-110Б и кабриолета ЗИС-110В, в сложенном положении накрывался декоративным кожаным чехлом. Два фаэтона ЗИЛ-111В на 2015 г. использовались в качестве парадных автомобилей в Бишкеке (Киргизия).

## Модернизация
Ориентирование на переменчивую американскую автомобильную моду пятидесятых годов, которая характеризовалась вызывающими размерами, обилием хромированного декора, многоцветной окраской, мощными двигателями и очень быстрым (раз в два-три года) обновлением модельного ряда, сделало ЗИЛ-111 морально устаревшим уже к началу шестидесятых годов, что обусловило насущную необходимость спешной модернизации автомобиля, бывшего «лицом» отрасли и государства.
Результатом модернизации стал ЗИЛ-111Г (1962-1967). Он имел впервые применённую на советском автомобиле четырёхфарную систему головного света, круглые задние фонари и стреловидные боковые молдинги. Кондиционер стал стандартным оборудованием на всех автомобилях. Изменения внешнего вида и оборудования салона (кондиционер, отделка) сделали автомобиль длиннее на 50 мм и тяжелее на 210 кг.
На базе ЗИЛ-111Г было также построено несколько открытых парадных фаэтонов, получивших индекс ЗИЛ-111Д. Первый экземпляр был собран в начале 1963 года, за ним последовала небольшая серия, четыре автомобиля из которой предназначались для первомайских и октябрьских торжеств. По данным музея АМО ЗИЛ, общее количество построенных парадных фаэтонов ЗИЛ-111Д составило восемь штук.
К этому времени в заводском КБ уже полным ходом шли работы по созданию принципиально нового семейства — ЗИЛ-114 / ЗИЛ-117, внешность которых, при сохранении «проамериканской» ориентации, уже не была напрямую связана с каким-либо иностранным аналогом.
Всего с 1958 по 1967 годы было собрано 112 автомобилей семейства ЗИЛ-111 — почти в 19 раз меньше, чем его предшественника ЗИС-110.